# Бозой (Жамбильський район)
Бозо́й (каз. Бозой) — село у складі Жамбильського району Алматинської області Казахстану. Адміністративний центр та єдиний населений пункт Бозойського сільського округу.
Населення — 448 осіб (2021; 466 у 2009, 990 у 1999, 1529 у 1989).